# Oud-Nederlands vestingstelsel

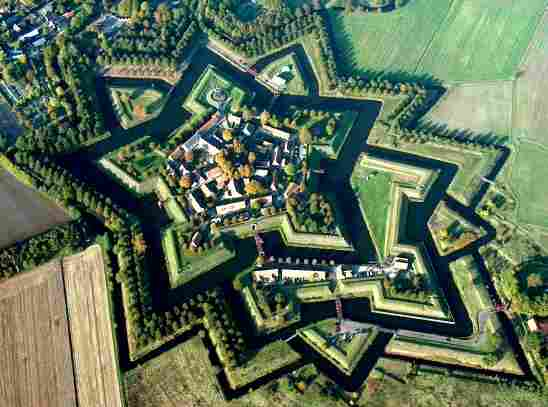
Vesting Bourtange na restauratie. Op de hoornwerken na geheel herbouwd.

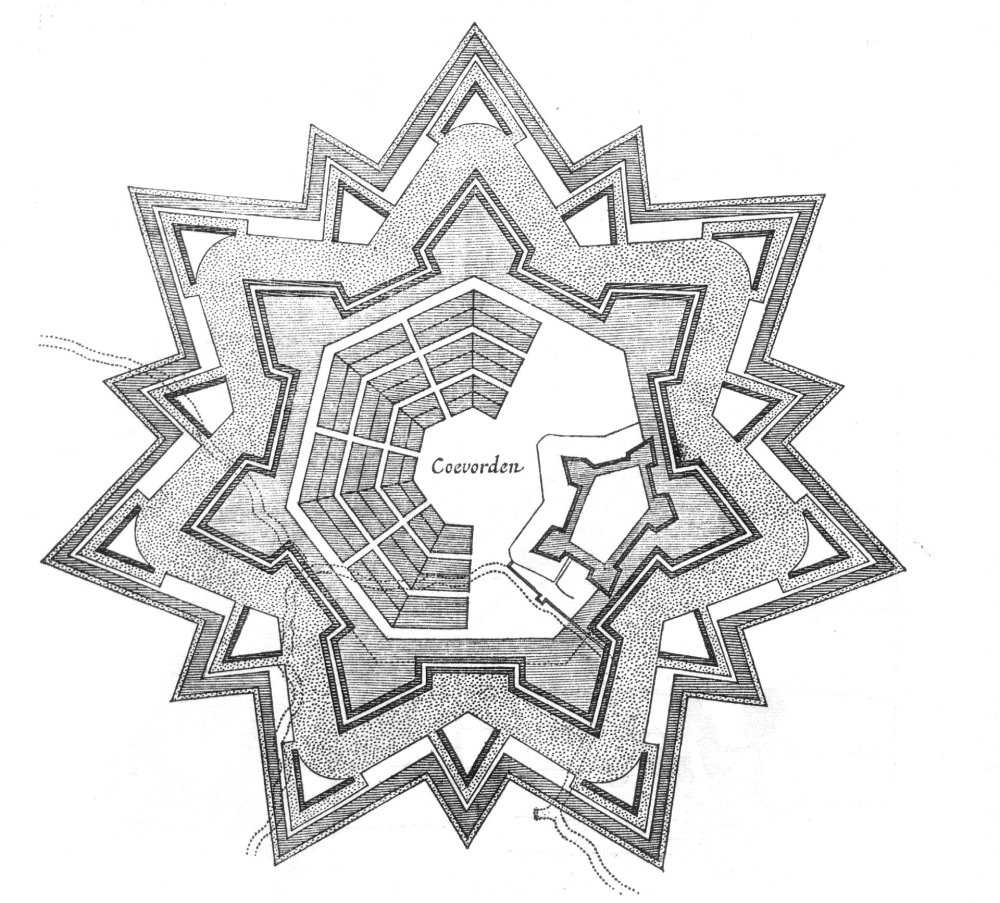
De oude vestingwerken van de stad Coevorden. Later zou Menno van Coehoorn de stad van nieuwe vestingwerken voorzien.

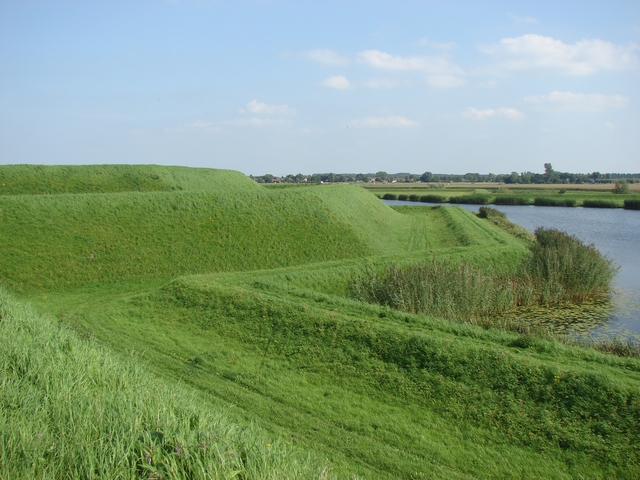
De oude vestingwerken van de stad Heusden, een goed voorbeeld van het oud-Nederlands vestingstelsel met de typerende onderwal.

Oud-Nederlands vestingstelsel: Schootsveld (A), Glacis (B), Bedekte Weg (C), Gracht (D), Onderwal (E), Hoofdwal (F), Courtine (G). Terreplein (H)

Het oud-Nederlands vestingstelsel is een aan de Nederlandse grondstoffen en landschappen aangepaste manier van het ontwerpen en bouwen van vestingwerken.

## Geschiedenis
Deze manier van bevestigen werd vooral gebruikt tijdens de 16e en de 17e eeuw en was bedoeld als verbetering van de Italiaanse manier van vestingbouw. Tijdens de Tachtigjarige Oorlog waren veel steden nog verdedigd door middeleeuwse stenen muren die vaak ook nog eens zeer slecht onderhouden waren. Deze muren konden met geen mogelijkheid weerstand bieden aan modern vuurgeschut. De nieuwe Italiaanse manier van het bevestigen van steden, met meters dikke stenen muren met stenen, gekazematteerde bastions was echter veel te duur. De Nederlandse manier (nu 'oud'-Nederlandse manier) van vestingbouw bleek een goed en goedkoop alternatief.
De wallen en bastions waren geheel van aarde, omgeven door brede, natte grachten en konden de door de vijand afgevuurde kogels smoren, de bastions bevatten geen kazematten, de flanken van de bastions stonden loodrecht op de wallen en de bastions beschikken niet over orreillons (Met uitzondering van de vesting Willemstad).
Behalve dat deze manier van bevestigen in Nederland zeer effectief en populair bleek, was er ook in het buitenland zeer veel belangstelling voor de Nederlandse expertise op het gebied van vestingbouw. Zo waren steden als Hamburg, Kopenhagen, Oslo, Manchester en Plymouth voorzien van vestingwerken ontworpen door Nederlandse ingenieurs.
De uiteindelijke vorm van het oud-Nederlands vestingstelsel is niet toe te schrijven aan een bepaald persoon maar toch wordt Simon Stevin beschouwd als degene die de ontwikkeling van dit vestingstelsel in gang zette. Adriaen Anthonisz is een belangrijk persoon voor wat betreft het perfectioneren van het oud-Nederlands vestingstelsel en was verantwoordelijk voor het ontwerpen van de verdedigingswerken van veel Nederlandse steden. Anderen aan wie het stelsel ook wordt toegeschreven zijn Christian Otter en Adam Freitag.
Na constant, door tal van vestingbouwers te zijn verbeterd, werd het Nederlands vestingstelsel definitief vervangen door het Nieuw Nederlands Vestingstelsel van Menno van Coehoorn.

## Doorsnede
Op de doorsnede wordt zichtbaar wat wordt bedoeld met het oud-Nederlands vestingstelsel. Van links naar rechts; de belegeraar moest om de stad te naderen, eerst over het schootsveld. De belegeraar stuit vervolgens op het Glacis, waar verdedigers buiten vuurbereik opgesteld staan. De gracht is de derde hindernis die genomen moest worden. De belegeraar stuit dan aan de stadszijde tegen een onderwal, waarachter ook weer een bedekte weg was. Als laatste hindernis was er ten slotte de hoofdwal.
- (A) - Schootsveld
- (B) - Glacis
- (C) - Bedekte weg
- (D) - Gracht
- (E) - Onderwal
- (F) - Hoofdwal
- (G) - Courtine
- (H) - Terreplein

## Voorbeelden
Intacte voorbeelden van volgens het oud-Nederlands vestingstelsel verdedigde steden zijn: Heusden, Dokkum, Brielle, Hulst, Sluis, Bourtange, Weesp, Woudrichem, Nieuwpoort en Retranchement.
In Portugal heeft de Nederlandse wiskundige en vestingbouwer Jan Ciermans de oude vestingmuur rond de stad Elvas volledig laten herbouwen volgens het oud-Nederlands stelsel. Na de herbouw tussen 1643-1646 zijn slechts weinig aanpassingen gedaan waardoor de fortificaties nog steeds gezien kunnen worden als een zuiver voorbeeld van deze manier van vestingbouwen.